# Tarzan Boy
Tarzan Boy è una novelty song del gruppo musicale italiano Baltimora, pubblicato ad aprile 1985 come primo estratto dal primo album in studio Living in the Background.

## Descrizione
Il ritornello del singolo allude melodicamente al noto urlo di Tarzan. Le strofe sono invece cantate in lingua inglese.
Il singolo fu rimasterizzato nel 1993 in una nuova versione e usato sia lo stesso anno per la colonna sonora dei film Tartarughe Ninja III, e Mai dire ninja del 1997 con Chris Farley. Un chiaro richiamo al brano è presente nel singolo Nasty girl, del gruppo femminile Destiny's Child, nel 2002.
Nel 2006 il brano ha fatto parte della colonna sonora del film True North di Steve Hudson; è stato usato all'interno di episodi della sitcom The Goldbergs (2015), della serie web The Cinema Snob (2016) e nella serie tv On Becoming a God in Central Florida (2019).
Inoltre è stato citato nel singolo Se Acabó (2011) di Wisin & Yandel; nel 2012 l'interpolazione musicale del brano è stata applicata al motivo della canzone di Wine Go Down Low del gruppo Demarco.
Dal 2021, è usata come musica d'ingresso da Jungle Boy, wrestler della All Elite Wrestling.
Nel 2022 è stata utilizzata come colonna sonora per la sequenza sulla pista di pattinaggio nell'episodio Capitolo due: La maledizione di Vecna (4x02) della serie TV Stranger Things.
È presente anche all'interno del film Ferie d'agosto e del sequel Un altro ferragosto, entrambi di Paolo Virzì.

## Successo commerciale
Il singolo riscosse molto successo negli Stati Uniti d'America per l'uso che se ne fece nei primi anni novanta, in seguito ad una pubblicità promossa da Listerine.
In Italia la canzone è stata utilizzata nel 1988 per lo spot pubblicitario dell'Acqua Fiuggi.
Nella serie televisiva italiana Suburra prodotta da Netflix, la canzone è utilizzata come colonna sonora delle prove di matrimonio tra Angelica Salè (Carlotta Antonelli) e Alberto "Spadino" Anacleti (Giacomo Ferrara).